# Tadeusz Siwiec
Tadeusz Marian Siwiec (ur. 1950) – doktor habilitowany nauk rolnicznych, profesor nadzwyczajny Szkoły Głównej Gospodarstwa Wiejskiego w Warszawie i Wyższej Szkoły Ekologii i Zarządzania w Warszawie, specjalista w zakresie wodociągów i kanalizacji, zaopatrzenia w wodę i odprowadzania ścieków.

## Życiorys
W 1990 na podstawie napisanej pod kierunkiem Czesława Grabarczyka rozprawy pt. Badania układów pompowo-strumienicowych do wydobywania wody ze studni otrzymał na Wydziale Melioracji Wodnych Szkoły Głównej Gospodarstwa Wiejskiego w Warszawie stopień naukowy doktora nauk rolniczych dyscyplina inżynieria rolnicza specjalność wodociągi, kanalizacja. W 2007 na podstawie dorobku naukowego oraz rozprawy pt. Warunki płukania jednowarstwowych i dwuwarstwowych filtrów pospiesznych uzyskał Wydziale Inżynierii i Kształtowania Środowiska SGGW stopień doktora habilitowanego nauk rolniczych dyscyplina kształtowanie środowiska specjalność zaopatrzenie w wodę i odprowadzanie ścieków
Był adiunktem w Katedrze Budownictwa i Geodezji Wydziału Budownictwa i Inżynierii Środowiska SGGW. Następnie został profesorem nadzwyczajnym Wydziału Inżynierii i Kształtowania Środowiska SGGW. Wykładał także w Wydziale Ochrony Środowiska Prywatnej Wyższej Szkoły Ochrony Środowiska w Radomiu. Został nauczycielem akademickim Wyższej Szkoły Ekologii i Zarządzania w Warszawie.